# 北陸オープンゴルフトーナメント
北陸オープンゴルフトーナメントは毎年7月に、呉羽カントリークラブにて1999年から行われている、日本プロゴルフ協会（PGA）後援の男子プロ・アマゴルフトーナメント。
富山テレビ放送、北日本新聞社主催。
日本プロゴルフ協会・中部ゴルフ連盟・北陸三県ゴルフ場協議会・富山県ゴルフ連盟・富山県ゴルフ練習場連盟・富山県・富山県教育委員会・富山市・石川テレビ放送・福井テレビジョン放送後援。

## 概要・歴史
富山県富山市の呉羽カントリークラブでは、1965年7月、初めてのプロの競技会「読売プロ招待ゴルフ競技会」が開催された。1971年10月には「さわやかカップゴルフトーナメント」が開催され、プロの競技としては非公式なものであったが、日本プロを制した尾崎将司、杉本英世、青木功らの人気プロが参加。当時としては、2000名のギャラリーが集まり、画期的な出来事であった。1973年には6月29日から7月1日の3日間にわたり、呂良煥（ 中華民国）、杉本、青木、杉原輝雄などの有名プロと北陸3県のアマチュア選手ら60名が参加した北陸で初めてのビッグゲーム「北陸クラシック」が開かれ、プロ参加競技の実績を積み重ねた。プロの部の優勝は呂で、アマの部の優勝は呉羽CC所属の渡辺信安であった。この大会は、後に行われる富山県オープンが、アマチュアに開放される布石となった。
これらの実績を基に、1978年、一流のプロを多数招待し、県内のアマチュアに広く門戸を開いた「富山県オープンゴルフトーナメント」が、開催されることになる。初代覇者はプロの部が大場勲で、アマの部は、新進気鋭の伊東章であった。
伊東は後に1986年の中日クラウンズ初日でデビッド・イシイ&クラレンス・ローズ（アメリカ）、鷹巣南雄と共に2アンダー68で首位を並走する見せ場を作り、2000年の日本シニアゴルフ選手権競技では2位に入った。　
この大会は、県内で唯一のプロ競技として定着し、1982年の第5回には日本プロゴルフ協会の賞金ランキング加算競技に昇格、将司・健夫・直道の尾崎3兄弟をはじめ一流プロが多数参戦する魅力的な大会として21年間も継続。
数々のドラマを生むと共に、県内アマチュアゴルファー育成に貢献し、1999年7月にはアマチュアの参加エリアを北陸3県に広げ、新たに「北陸オープンゴルフトーナメント」がスタート。近年は、石川遼・片山晋呉など人気プロが参戦したことで一段と盛り上がりを見せ、予選、決勝ラウンドはテレビ放映も行われ、北陸で開催されるプロ競技会として定着している。
2020年は中止となった。
2022年は同年に開局したBSよしもとにて、同年7月30日と31日の18時から各2時間、予選ラウンドと決勝ラウンドの模様をそれぞれ放送した。
2023年の大会では、女性初のベストアマチュアが誕生した。また、前年に続きBSよしもとにて、同年8月5日と6日に予選ラウンドと決勝ラウンドの模様をそれぞれ放送するが、前年とは異なり予選ラウンドを10時からの2時間、決勝ラウンドを前年と同じ18時からの2時間放送した。
2024年の大会は、3年連続でBSよしもとにて、同年8月3日と4日に予選ラウンドと決勝ラウンドの模様をそれぞれ放送するが、過去2年とは放送の時間帯が異なり、予選ラウンドを12時からの2時間、決勝ラウンドを13時からの2時間放送した。

## 歴代優勝者
富山県オープン
- 1978年 - 大場勲
- 1979年 - 豊田明夫
- 1980年 - 井上幸一
- 1981年 - 松井利樹
- 1982年 - 内田繁
- 1983年 - 新井規矩雄
- 1984年 - 今井昌雪
- 1985年 - 鷹巣南雄
- 1986年 - 芹澤信雄
- 1987年 - 芹澤信雄
- 1988年 - 横島由一
- 1989年 - 横島由一
- 1990年 - 三上法夫
- 1991年 - 横島由一
- 1992年 - 中村彰男
- 1993年 - 中村彰男
- 1994年 - 河村雅之
- 1995年 - 丸山智弘
- 1996年 - 高崎龍雄
- 1997年 - 藤田寛之
- 1998年 - 室田淳

＊ 太字はJPGA公認男子ゴルフツアートーナメント
北陸オープン
- 1999年 - 佐藤剛平
- 2000年 - 丸山大輔
- 2001年 - 野仲茂
- 2002年 - 藤田寛之
- 2003年 - 平塚哲二
- 2004年 - 小山内護
- 2005年 - 小田龍一
- 2006年 - すし石垣
- 2007年 - 室田淳
- 2008年 - 中川勝弥
- 2009年 - 山下和宏
- 2010年 - 平塚哲二
- 2011年 - 岡茂洋雄
- 2012年 - 鈴木康正
- 2013年 - 小田孔明
- 2014年 - 遠藤彰
- 2015年 - 宮本勝昌
- 2016年 - 片山晋呉
- 2017年 - 小田龍一
- 2018年 - 北村晃一
- 2019年 - 池村寛世
- 2021年 - 高山忠洋
- 2022年 - ハン・リー
- 2023年 - 小鯛竜也[6]
- 2024年 - 金岡奎吾